# Boom of the Tingling Strings
Boom of the Tingling Strings is een compositie van de Britse componist Jon Lord.
Sinds ongeveer de eeuwwisseling wijdt Lord bijna geheel aan het componeren van klassieke muziek. Als een van de eerste werken in de reeks wilde hij een muziekstuk schrijven dat eer deed aan zijn geliefde instrument de piano. In de jaren negentig begon hij te schrijven, maar kwam steeds niet verder. Dit werd mede veroorzaakt door het toeren met de rockband Deep Purple. In 1998 kwam inspiratie door het lezen van een gedicht Piano van D.H. Lawrence uit 1918. Lord vond in het gedicht een kleine biografie van zijn eigen liefde voor de piano. Het concert werd voltooid in 2002.

## Delen
1. Adagio assai
2. L’istesso tempo
3. Adagio
4. Allegro giusto

De delen wordt zonder tussenpauzes gespeeld. De compositie gebruikt het gedicht als leidraad. Deel (1) klinkt dan ook nostalgisch, het is de aanloop naar de tijden dat bij huisoptredens de kinderen onder de piano zaten. Daarna volgt een ontwikkeling totdat in deel (4) de compositie zich tot een volledig concerto heeft ontwikkeld.

## Begin gedichtPiano
Softly, in the dusk, a woman is singing to me
Taking me back, down the vita of years, till I see
A child sitting under the piano, in the boom of the tingling strings
and pressing the small, poised feet of a mother who smiles as she sings.

## Première
De première werd gegeven door pianist Michael Kieran met het Queensland Symfonieorkest onder leiding van Paul Mann, vriend van Lord.

## Trivia
- Bij afspelen in de PC blijkt dat Jon Lord bekender is als rockmuzikant dan als klassiek componist[bron?]; het wordt ingedeeld in het eerste genre.